# Орлов Іван Іванович
Іван Іванович Орлов (19 червня (1 липня) 1861, село Неледіне (Меледіне) Княгининський повіт, нині Шатковський район Нижньогородської області РФ — 11 грудня 1928 , Москва) — винахідник в галузі поліграфічного виробництва, автор способів виготовлення тканих кредитних квитків, однопрогінного багатобарвного друку та ін. Стояв біля витоків промислового використання фотографії в Росії.

## Біографія

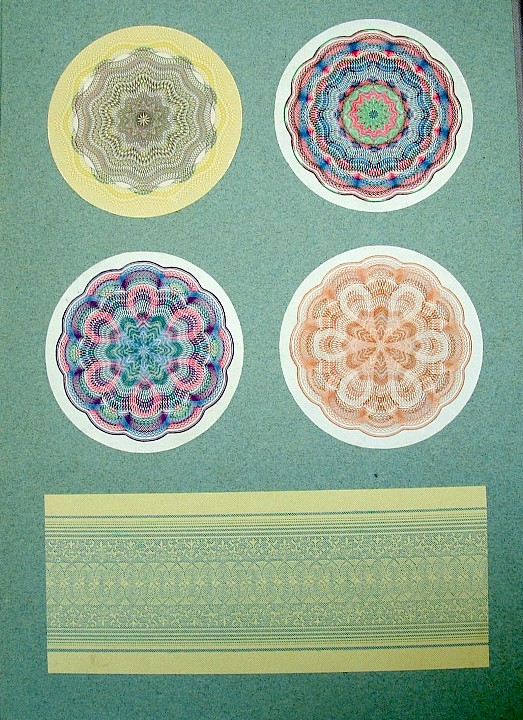
Ілюстрація Орловського друку для банкнот з альбому «Типографская печать Орлова», Санкт Петербург, 1890 рр.

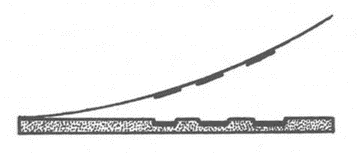
Глибокий друк. Верхня лінія — аркуш паперу, внизу — друкарська форма

Іван Орлов народився 19 червня 1861 року у невеликому селі Меледіне Княгинінського повіту Нижегородської губернії у бідній селянській родині. Його батько помер дуже рано, мати поїхала на заробітки до Нижнього Новгороду. Іван залишився зі своєю бабусею, періодично ходив з нею по селах і просив милостиню. Коли хлопчик підріс, мати забрала його в Нижній Новгород. Один із купців помітив талант хлопчика і допоміг йому з вступом до Кулібінського училища. Після закінчення училища «з першою нагородою» Орлов вступає до Строганівського училища технічного малювання в Москві, яке закінчив у 1882 році.
Одного разу Орлов прочитав фейлетон про простоту підробки грошей, автор якого жартома висловився про вплетення ниток у паперові банкноти, щоб утруднити їхню підробку. Але Орлов сприйняв ідею серйозно і в 1885 розробив пристрій, покликаний її технічно реалізувати.
З 1886 року працював в «Експедиції заготівлі державних паперів».
У 1890 році створив спосіб однопрогінного багатобарвного друку (орловський друк). Орлов запатентував його в Росії, Франції, Англії та Німеччини. Цей спосіб і зараз широко застосовується при виготовлення бланків цінних паперів. Близько 1898 року сконструював оригінальний пневматичний самонаклад, який потім увійшов у практику поліграфічного виробництва.
Винаходи Орлова експонували на Паризькій та Чиказькій всесвітніх виставках, у 1902 році отримали премію Петербурзької академії наук.
Згодом Орлов звільнився з Експедиції та поїхав до Лондона, де продав свій патент фірмі «Хілс, Ворд та Соусвуд». Перед цим він написав керуючому Експедиції Борису Борисовичу Голіцину: «Мені не вистачило б сил і життя досягти в Росії і сотої частки тих результатів, які, за моєї участі, можливі на Заході». Через рік Орлов повернувся до Росії, усамітнився, став жити в придбаному маєтку.
В 1919 році Орлова заарештували органи ВЧК, але народний суд не знайшов у його діях злочину. Орлов приїхав до Москви, де випадково зустрів знайомого по Експедиції (яка на той час переїхала до Москви і стала фабрикою Держзнак). Його учні кардинально удосконалили машину.
Майже до самої смерті в 1928 році Орлов пропрацював на Держзнаку. Він запропонував використовувати спосіб гравіювання як основний технічний елемент захисту від підробки (глибокий друк).

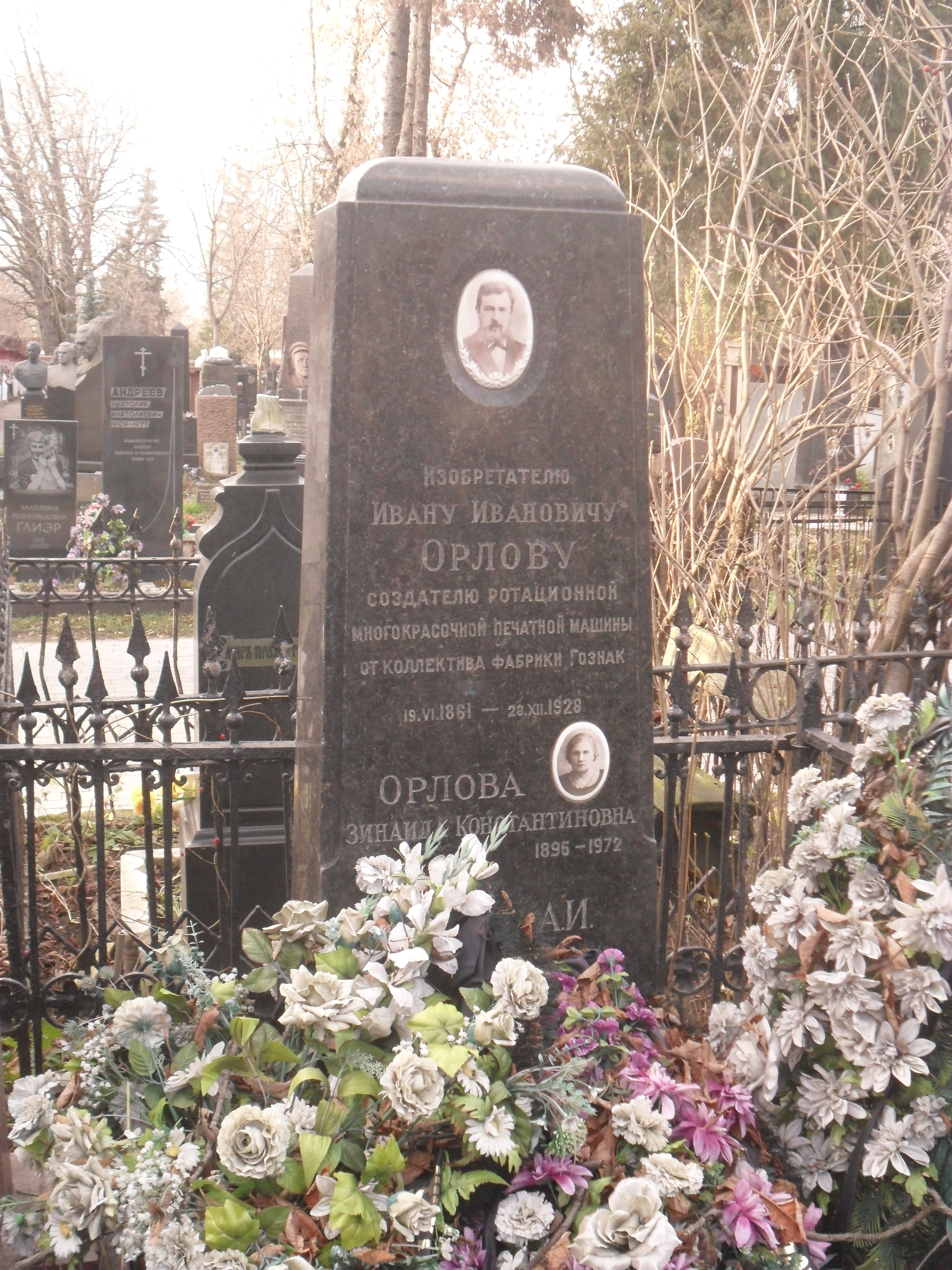
Могила Орлова на Новодівочому цвинтарі Москви

## Твори
- Про деякі удосконалення у ткацькій справі // «Записки Російського технічного товариства». — 1889. — № 11.
- Про застосування фотографії у промисловості, особливо ткацької // «Записки Російського технічного товариства». — 1890. — № 11.
- Новий спосіб багатобарвного друкування з одного кліше. — СПб., 1897.
- Новий спосіб багатобарвного друкування. Доповнення до повідомлення … — СПб., 1898.

## Орловський друк
Вперше орловський друк було використано в 1892 році при виготовленні кредитних квитків номіналом 25 рублів. У 1894 році із застосуванням нового способу друку почали виготовляти номінали10 рублів, а з 1895 року 5 рублів. У народі ці банкноти прозвали райдужними.

## Головні досягнення
- Спосіб багатобарвного орловського друку
- Машина для багатобарвного друкування
- Пневматичний самонаклад — апарат для автоматичної подачі в друкарську машину до 120 аркушів за хвилину
- Багатобарвне ситцедрукування

## Сім'я

### Подружжя
Перша дружина Тетяна Федорівна Орлова, Москва. Мати законних дітей Орлових Миколи та Олександри.
Друга дружина Зінаїда Костянтинівна Орлова (1896—1972), Москва. Дітей у шлюбі не було.

### Син Микола
Син Микола Іванович Орлов (1887—1941), Нижній Новгород. Названий на честь імператора Миколи II. Здобував освіту в Німеччині — під час Великої Вітчизняної війни був розстріляний за підозрою у шпигунстві. Пізніше у СРСР був реабілітований. З дружиною Параскою Михайлівною Орловою мали 6 дітей:

### Дочка Олександра
Дочка Олександра Іванівна Орлова (у шлюбі Рикунова), Нижній Новгород. У шлюбі була народжена дочка.